# Omer Huyse

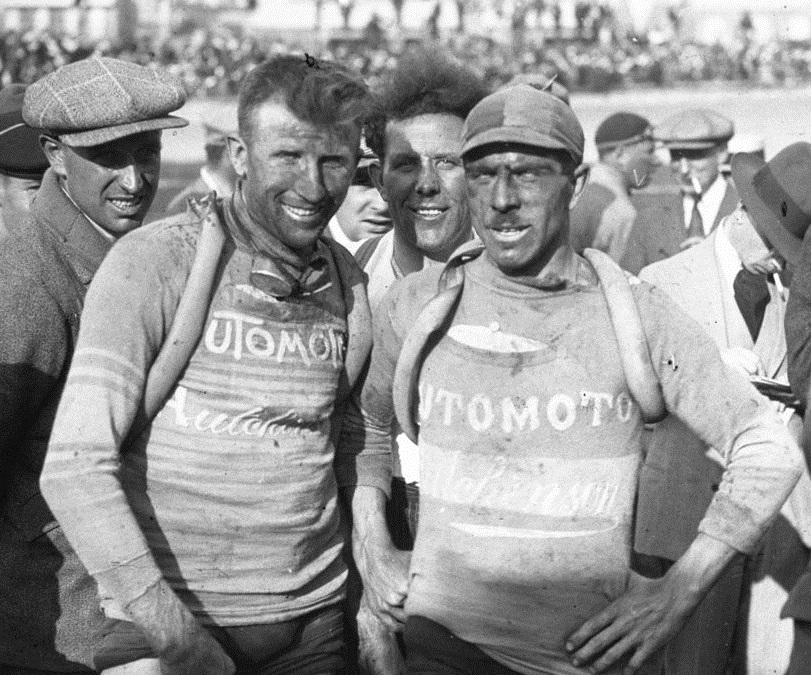
Joseph Van Dam et Huyse lors du Tour de France 1926.

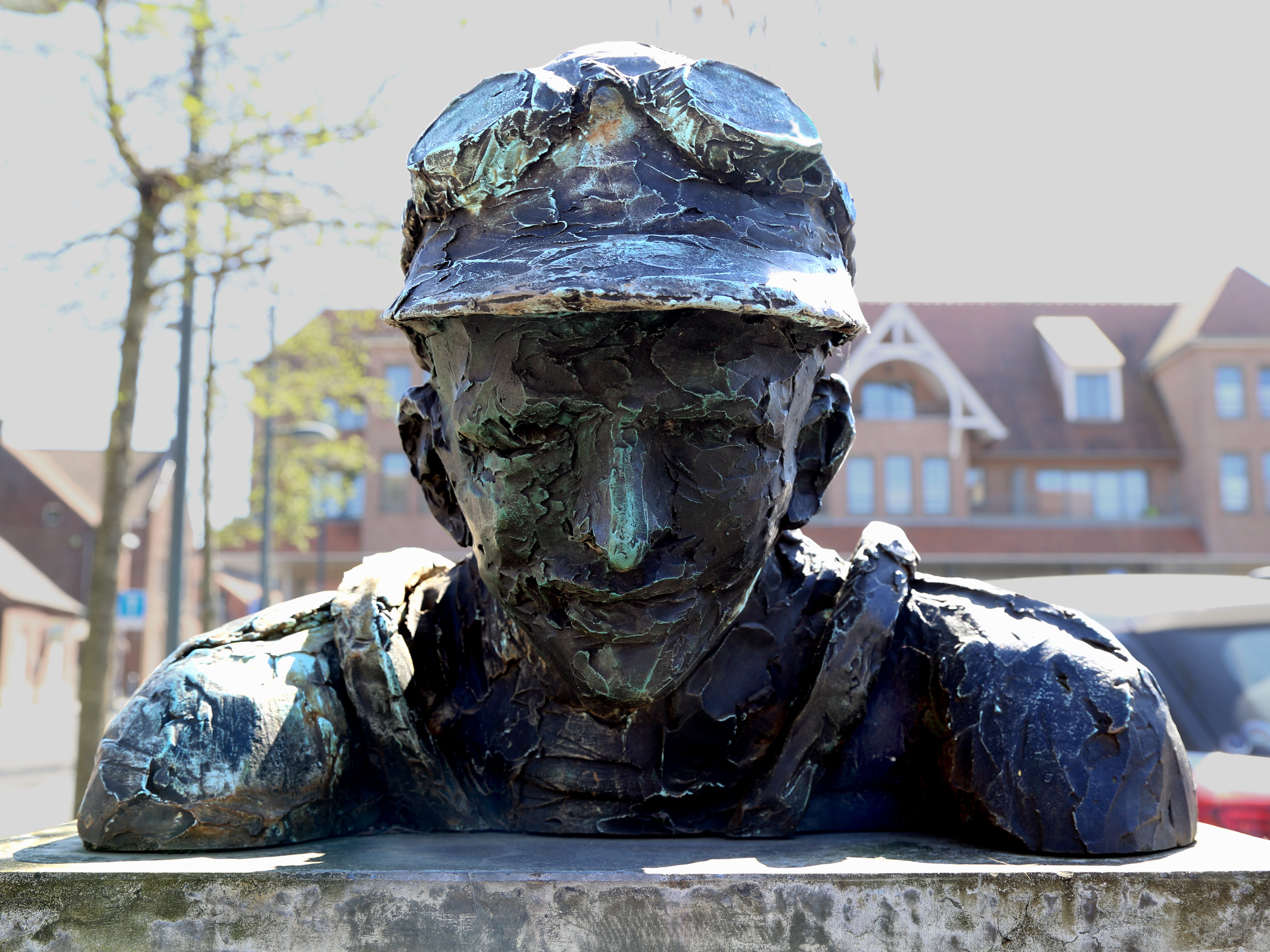
Buste d'Omer Huyse à Luingne

Omer Huyse (né le 22 août 1898 à Courtrai et mort 2 mars 1985 à Luingne) est un coureur cycliste belge. Professionnel de 1924 à 1930, il a notamment remporté en 1924 la plus longue étape de l'histoire du Tour de France entre Les Sables d'Olonne et Bayonne.
Vincent Huyse est le petit fils de Omer Huyse, et donc le fils de Walter Huyse.

## Carrière sportive
Jeune homme, Omer Huyse travaille dans une usine de laine à Tourcoing. Avec ses amis, il se rend au travail à vélo et est généralement le plus rapide du groupe. Ses amis l'invitent alors  à participer à des courses. Il  dispute sa première course à Herseaux, mais comme il n'a ni vêtements de compétition ni vélo de course, il découpe les jambes de son pantalon de travail bleu et court avec un vélo de route normal. Il se classe huitième, puis remportant une course à Lauwe. En conséquence, il reçoit le soutien d'un fabricant de vélos local.
En 1923, il remporte le Tour de Belgique dans la catégorie "Indépendant" (coureur sans équipe) et termine troisième du premier Paris-Arras de l'histoire. L'année suivante, il obtient son premier contrat professionnel et débute au Tour de France. Le 30 juin 1924, il remporte la cinquième étape reliant Les Sables-d'Olonne à Bayonne qui, avec 482 kilomètres, est la plus longue étape jamais organisée sur le Tour,. L'étape a commencé à 22 heures le soir du 29 juin, pour une arrivée à Bayonne le lendemain autour de 18 h 30. Le temps officiel de cette étape remportée par Omer Huyse avec une minute et onze secondes d'avance sur le groupe suivant, qui comprend notamment Ottavio Bottecchia et Nicolas Frantz, est de 19 h 40, soit une vitesse moyenne de 24,5 kilomètres par heure. Au classement général final, Huyse se classe neuvième et remporte le titre de meilleur coureur « indépendant ».
Au Tour de France en 1925, il passe en tête le Col du Tourmalet et termine septième du classement général. En 1926, il prend la 13e place. En 1926 et 1927, il court avec le vainqueur du Tour de France 1926, Lucien Buysse, pour l'équipe Automoto jusqu'à ce que la société cesse son engagement. En 1926, il se classe cinquième du Tour du Pays basque.

## L'après carrière
Après avoir terminé sa carrière de cycliste en 1930, Huyse a d'abord acheté une ferme de poulets. Il a ensuite ouvert un café à Mouscron et s'est installé à Luingne, à 15 kilomètres de Courtrai, sa ville natale. En raison d'un nouveau dessin de la frontière linguistique en 1962, le Flamand Huyse vivait maintenant en Wallonie francophone, c'est pourquoi les journaux de la région l'appelaient « notre fils adoptif ».

## Honneurs
En 1982, le Tour de France passe par Mouscron et Omer Huyse reçoit la médaille du Tour. En 2014, une statue de son buste est érigée à Luingne, à l'occasion des 90 ans de sa victoire d'étape sur le Tour,.

## Palmarès
- 1923
  - Tourcoing-Dunkerque-Tourcoing
  - Tour de Belgique indépendants
    - Classement général
    - 1re et 4e étape (ex aequo avec Gustave Van Slembrouck)

  - 3e de Paris-Arras
- 1924
  - 5e étape du Tour de France
  - 9e du Tour de France
- 1925
  - 7e du Tour de France
- 1926
  - 2e de Paris-Menin
  - 5e du Tour du Pays basque

## Résultats sur le Tour de France
- 1924 : 9e, vainqueur de la 5e étape, Les Sables-d'Olonne - Bayonne[8]
- 1925 : 7e
- 1926 : 13e
- 1930 : éliminé (2e étape)